# Drepanopodus proximus
Drepanopodus proximus là một loài bọ cánh cứng trong họ Bọ hung (Scarabaeidae).